# 28396 Eymann
28396 Eymann este un asteroid din centura principală de asteroizi.

## Descriere
28396 Eymann este un asteroid din centura principală de asteroizi. A fost descoperit pe 13 septembrie 1999 la Guitalens de Alain Klotz. El prezintă o orbită caracterizată de o semiaxă mare de 2,34 ua, o excentricitate de 0,13 și o înclinație de 6,4° în raport cu ecliptica.